# 丹波大山站
丹波大山站（日语：／ Tamba-Ōyama eki */?）是位於兵庫縣丹波篠山市西古佐字森田之坪1018番2號，西日本旅客鐵道（JR西日本）的福知山線車站。
此站以北不是都市網絡和「JR寶塚線」愛稱區間，以不可使用ICOCA等IC卡。

## 歷史
味間村第一代村長 森六兵衛無償提供他的土地建設車站。在1915年（大正4年），村民在車站附近的小山丘建立了森之功德碑以紀念此事。
此站距離舊多紀郡西紀町最接近，在成為無人車站前，此站設有貨運服務。
- 1899年（明治32年）5月25日 - 阪鶴鐵道 篠山站（現時為篠山口站）至柏原站之間開通，此站啟用。當時車站名為大山站（日语：／）[1]。開始提供旅客和貨運服務。
  - 當時車站地址為兵庫縣多紀郡味間村（日语：味間村）西古佐字森田之坪。
- 1907年（明治40年）8月1日 - 根據鐵道國有法（日语：鉄道国有法），阪鶴鐵道被國有化，成為帝國鐵道廳車站。
- 1909年（明治42年）10月12日 - 制定路線名稱，此站成為阪鶴線車站。
- 1912年（明治45年）3月1日 - 阪鶴線福知山站以南區間改名為福知山線，此站成為福知山線車站。
- 1917年（大正6年）5月1日 - 車站改名為丹波大山站[1]。
- 1955年（昭和30年）4月15日 - 隨著丹南町（日语：丹南町）成立，車站地址變為兵庫縣多紀郡丹南町西古佐字森田之坪。
- 1962年（昭和37年）3月1日 - 結束貨物起卸業務。
- 1982年（昭和57年） - 翻新車站大樓[1]。
- 1987年（昭和62年）4月1日 - 伴隨國鐵分割民營化，車站由西日本旅客鐵道（JR西日本）營運。
- 1992年（平成4年）4月1日 - 篠山口鐵道部（日语：篠山口鉄道部）成立，並開始管轄此站。
- 1999年（平成11年）4月1日 - 隨著篠山市成立，車站地址變為兵庫縣篠山市西古佐字森田之坪。
- 2009年（平成21年）6月1日 - 隨著篠山口鐵道部廢止，此站回復由福知山分社（日语：西日本旅客鉄道福知山支社）管轄，由篠山口站管理此站。
- 2019年（令和元年）5月1日 - 篠山市改名為丹波篠山市，車站地址變為現時地址。
- 2021年(令和3年）春天（預定） - 此站可使用IC卡「ICOCA」。

## 車站構造
車站是一座地面車站，設有1面2線的島式月台，可進行列車交會，月台與車站大樓之間設有跨線橋連接，該橋位於月台北端。
此站是由篠山口站管理的無人車站。車站大樓內設有只可發售近距離乘車票的自動售票機。在2021年春天，此站預計可以使用ICOCA等交通系IC卡。在車站前設有廁所，為男女濕廁。

### 月台
| 月台 | 路線     | 上下行 | 方向             |
| ---- | -------- | ------ | ---------------- |
| 1、2 | 福知山線 | 下行   | 福知山方向       |
| 1、2 | 福知山線 | 上行   | 篠山口、三田方向 |

1號月台為上下本線和一線通過結構，大部分上下行線列車會停在此月台。
當普通列車停站並進行列車交會時，便會使用2號月台。
另外，在列車運輸指令上的編號與旅客資訊的月台編號是相反的，2號月台是「1號線」。

## 班次
在日間，每1小時設有1班列車停站。普通列車以鄰站篠山口站為起終點站。在早上和晩上設有來往大阪站的列車。

## 使用狀況
根據「兵庫縣統計書」，2016年（平成28年）度1日平均乘車人次為105人。
以下為近年1日平均乘車人次列表。
| 年度   | 1日平均 乘車人次 |
| ------ | ---------------- |
| 1998年 | 256              |
| 1999年 | 250              |
| 2000年 | 252              |
| 2001年 | 227              |
| 2002年 | 201              |
| 2003年 | 208              |
| 2004年 | 186              |
| 2005年 | 178              |
| 2006年 | 169              |
| 2007年 | 165              |
| 2008年 | 142              |
| 2009年 | 135              |
| 2010年 | 133              |
| 2011年 | 128              |
| 2012年 | 123              |
| 2013年 | 116              |
| 2014年 | 114              |
| 2015年 | 116              |
| 2016年 | 105              |

## 車站周邊
車站附近為古老住宅區，在南邊設有住吉台地區新市鎮，由於此站列車班次數目較少，當地多數居民會使用私家車和巴士前往鄰站篠山口站。
- 西古佐郵局
- 西古佐公民館
- 丹波並木道中央公園（日语：兵庫県立丹波並木道中央公園）
- 國道176號（日语：国道176号）
- 兵庫縣道36號西脇篠山線（日语：兵庫県道36号西脇篠山線）
- 舞鶴若狹自動車道
- 篠山川（日语：篠山川）

## 巴士路線
在西北方的國道176號上（大歲神社附近）設有神姬綠巴士「丹波大山站前」巴士站（該巴士站與車站有一距步行距離）。停靠的巴士路線均可使用IC卡（NicoPa、PiTaPa、ICOCA等）。
- 前往篠山口站 / 前往草山溫泉（經西紀分所（日语：西紀町））

## 相鄰車站
西日本旅客鐵道（JR西日本）
 福知山線
■丹波路快速、■普通
篠山口（JR-G69）－丹波大山－下瀧

## 注腳
1. 1 2 3 4 5 6 7 8 9 10 11  . 神戸新聞総合出版センター. 2011-12-15: 118. ISBN 9784343006028 （日语）.
2. ↑  『福知山鉄道管理局史』（1972年）P128。在撰寫該書時，功德碑還仍然存在，但是現時未能確定是否存在。
3. ↑  兵庫県統計書 （页面存档备份，存于）（日語）

## 外部連結
- 丹波大山｜車站資訊：JR出門網 - 西日本旅客鐵道（日語）